# 沙德镇
沙德镇，是中华人民共和国四川省甘孜藏族自治州康定市下辖的一个乡镇级行政单位。2014年撤乡设镇。

## 行政区划
沙德镇下辖以下地区：
沙德村、生古村、瓦约村、俄巴绒一村、俄巴绒二村、拉哈村、上赤吉西村和下赤吉西村。